# María Aguilar Velarde
María Aguilar Velarde (Atlixco, Puebla, 3 de marzo de 1695 - Puebla, Puebla, 25 de febrero de 1756) fue una religiosa y escritora mexicana del siglo XVIII, fue la primera priora del convento dominico de Santa Rosa en la ciudad de Puebla.

## Biografía
Nació María Aguilar Velarde en un rancho de la jurisdicción de Atlixco en el estado de Puebla en 1695. Fue hija de don Pedro de la Cruz Aguilar, español, y de doña Manuela Velarde, natural de la ciudad de Puebla. 
Con 19 años de edad, María ingresa al beaterio de Santa Rosa en la ciudad de Puebla, en 1714, tomando el nombre de sor María Anna Águeda de San Ignacio. Posteriormente, el beaterio se convirtió, en 1740, en un convento de recoletas dominicas, por bula del papa Clemente XII, convirtiéndose sor María en la primera priora de este convento permaneciendo en el cargo hasta el día de su muerte.
De acuerdo a sus contemporáneos, Sor María era una mujer muy educada, poco común para su época, por lo que por orden de sus confesores y obispos, se le ordenó realizar varias obras literarias en prosa de carácter religioso, las cuales fueron impresas en Puebla en 1758 y una de las cuales mereció ser reimpresa en México en 1782.
El Colegio Palafoxiano de Puebla publicó en 1791 un libro titulado Devociones varias sacadas de las obras de la V.M. María Águeda de San Ignacio. Esta publicación mostraba el talento de la religiosa para lograr ser publicado por este instituto.
Beristain incluyó a esta escritora en su Biblioteca Hispano Americana y cita de ella dos obras, una de las cuales fue impresa por orden del Obispo de Puebla.
Murió en su Convento de Santa Rosa el 25 de febrero de 1756. Lamentablemente, no se han encontrado sus obras, por lo que no es posible conocer su pensamiento y su prosa, sino solo se sabe de ella por lo que los cronistas de su época legaron.